# Klimgordel

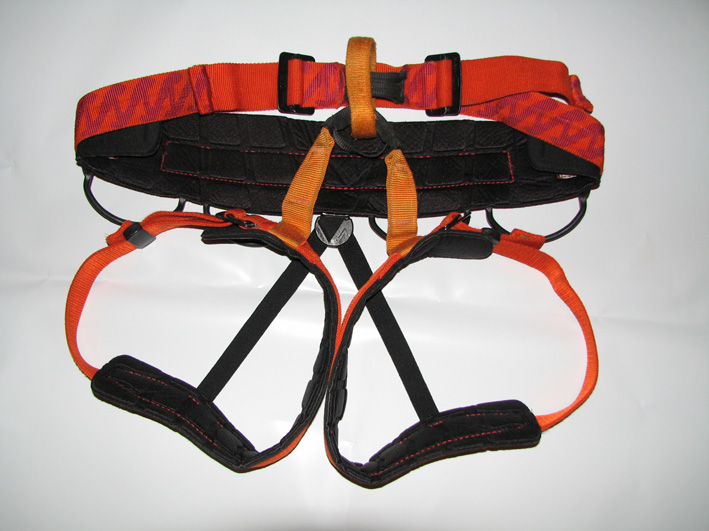
Klimgordel

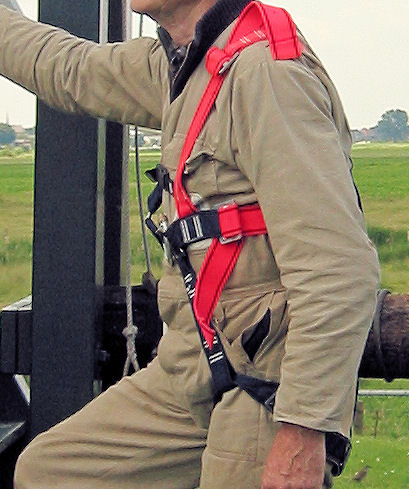
Integraalgordel

Een klimgordel of kortweg gordel wordt gebruikt bij het klimmen en abseilen om een stabiel bevestigingspunt te creëren aan het menselijk lichaam.
Een heupgordel bestaat uit twee beenlussen en een heupband. Deze drie lussen zijn met elkaar verbonden via de belaylus. Eventuele belasting van de gordel moet altijd gebeuren via de belaylus. Mocht een van de heup- of beenlussen losraken of breken, dan nog hangt de persoon met twee lussen in de gordel.
Een integraalgordel bestaat uit een heupgordel met twee extra banden die over de schouders lopen. Vooral alpinisten en kleine kinderen hebben baat bij dit type gordel omdat de banden onder alle omstandigheden voorkomen dat de persoon uit de gordel valt.
Aan de belaylus kan men een touw of een of meerdere carabiners vastmaken, dit al naargelang het doel. Een voorklimmer zal het touw echter direct aan zijn gordel vastmaken met een teruggestoken achtknoop of een dubbele paalsteek, dit door de beide lussen, dus zowel deze van de heup- en de beenlussen. Men dient hier nauwgezet de instructies van de fabrikanten op te volgen en de laatste jaren zijn deze duidelijk: de voorklimmer gebruikt niet de tussenlus die door de heup en de beenlus loopt. Een zekeraar daarentegen zal het touw via zijn zekerapparaat leiden en het zekerapparaat met een carabiner aan zijn belaylus verankeren. Iemand die gaat abseilen heeft niet alleen een zekerapparaat met een carabiner aan zijn belaylus vastgemaakt zoals een zekeraar, maar heeft daarnaast als extra beveiliging van bijvoorbeeld een prusiktouwtje met een prusikknoop om het klimtouw gebonden en de lus met een carabiner eveneens aan zijn belaylus of ook aan een der beenlussen vastgemaakt.
Klimgordels hebben over het algemeen ook één of meerdere materiaallussen. Omdat ze een stuk zwakker zijn, mogen ze niet belast worden. Klimmers gebruiken ze om hun klimmateriaal aan vast te maken.